# Subterranean
Subterranean es un EP de la banda sueca de death metal melódico In Flames, del año 1994. Este álbum es el único donde Henke Forss trabaja como vocalista. Fue remasterizado en el año 2007 por Regain Records. Dos pistas adicionales fueron añadidas: Eye of the Beholder (cover de Metallica) y Murders in the Rue Morgue (cover de Iron Maiden). 

## Lista de pistas
| N.º | Título         | Duración |  |
| 1.  | «Stand Ablaze» | 4:33     |  |
| 2.  | «Everdying»    | 4:23     |  |
| 3.  | «Subterranean» | 5:46     |  |
| 4.  | «Timeless»     | 1:46     |  |
| 5.  | «Biosphere»    | 5:07     |  |

| Relanzamiento |                                                 |          |  |
| N.º           | Título                                          | Duración |  |
| 6.            | «Dead Eternity»                                 | 5:01     |  |
| 7.            | «The Inborn Lifeless»                           | 3:23     |  |
| 8.            | «Eye of the Beholder» (Metallica cover)         | 5:32     |  |
| 9.            | «Murders in the Rue Morgue» (Iron Maiden cover) | 3:07     |  |

## Créditos
- Henke Forss - voz
- Jesper Strömblad - guitarra, teclados
- Glenn Ljungström - guitarra
- Johan Larsson - bajo, voz
- Daniel Erlandsson - batería

Invitados
- Anders Jivarp (Dark Tranquillity) - batería en "Subterranean" y "Biosphere"
- Jocke Göthberg (ex Marduk, Dimension Zero) - voz en Dead Eternity
- Oscar Dronjak (Hammerfall) - segunda voz en "Stand Ablaze"
- Per Gyllenback (ex Deranged) - voz en The Inborn Lifeless
- Robert Dahn (Ancient Slumber) - voz en Eye of the Beholder (cover de Metallica)
- Anders Fridén (ex Dark Tranquillity ex Ceremonial Oath) - voz en Murders in the Rue Morgue (cover de Iron Maiden)[2]

## Personal
- Producido por In Flames.[3]
- Toda la música por In Flames, letras por Henke Forss.
- Ingeniería por Fredrik Nordström.
- Masterizado por Staffan Olofsson.
- Portada y fotos por Kenneth Johansson.